# Пишо, Амедей
Амедей Пишо (фр. Joseph-Jean-Marie-Charles-Amédée Pichot; 3 ноября 1795, Арль — 12 февраля 1877, Париж) — французский литератор, переводчик и редактор.
Изучал медицину в Монпелье, получив в 1817 году диплом врача, однако затем предпочёл медицинской карьере литературную. Наибольшую известность во Франции приобрёл как специалист по английской литературе, её переводчик и популяризатор. Дебютировал в этом качестве переводом всех сочинений Байрона, выполненным при участии Эзеба де Салля и вышедшим в 1819—1821 гг. в десяти томах, первые тома под общим псевдонимом двух переводчиков А. Е. de Chastopalli; труд этот, по мнению В. В. Набокова (в комментариях к «Евгению Онегину»), «монументальный и бездарный», однако по нему с произведениями Байрона знакомились не только во Франции, но и в России, в том числе и А. С. Пушкин. Среди последующих переводов Пишо — «Золотой жук» Эдгара По (1845, первый рассказ за подписью Эдгара По за пределами англоязычного мира), «Лалла-Рук» Томаса Мура, пьесы Шеридана, «Давид Копперфильд» и другие произведения Диккенса, сочинения Вальтера Скотта, Уильяма Теккерея, Брет Гарта и других авторов. Опубликовал трёхтомный очерк истории литературы Англии и Шотландии (фр. Voyage historique et littéraire en Angleterre et en Écosse; 1825), книги о Байроне и Шекспире и т. д. С 1838 г. и до конца жизни был главным редактором журнала «Revue britannique» — дайджеста различных англоязычных публикаций во французском переводе и отчасти в оригинале. Затем журнал до 1901 г. выходил под редакцией сына Пишо Пьера-Амедея (1841—1921), известного также как путешественник и коллекционер.
Кроме того, Пишо опубликовал ряд собственных прозаических и драматических сочинений, зачастую в жанре романтически понятого исторического романа, близкого к Вальтеру Скотту.
Именем Пишо названа улица в Арле, на углу которой к десятилетию его смерти был установлен мемориальный фонтан.